# Phyllognathus
Phyllognatus Eschcholtz, 1830 è un genere di coleotteri dinastini pentodontini.

## Descrizione

### Adulto
A differenza degli altri generi di pentodontini il genere Phyllognathus si distingue con facilità, infatti i maschi di tutte le specie di Phyllognathus presentano delle corna più o meno grandi. Alcune specie presentano corna cefaliche biforcute, simili a quelle dello scarabeo rinoceronte dell'Asia Minore. La conformazione del pronoto varia a seconda della specie presa in esame. Quasi tutte le specie sono di color marrone castano, e alcune (come il Phyllognathus excavatus) condividono gli stessi habitat dello scarabeo rinoceronte con cui possono essere confusi.

### Larva
Le larve sono della tipica forma a "C" con testa e zampe sclerificate per muoversi più agevolmente nel terreno dove vivono. La testa è sede delle mandibole che vengono utilizzate per triturare il cibo. Il corpo presenta una colorazione biancastra e sui fianchi sono presenti delle file di forellini chitinosi che consentono all'insetto di ossigenarsi sottoterra. Il fondo dell'addome presenta l'ano e un abbozzo di orifizio genitale mentre la parte centrale ospita il tubo digerente che è sempre ricolmo di cibo e costituisce una grossa percentuale del peso dell'insetto.

## Biologia
Il rituale di accoppiamento è uguale a tutti gli altri dinastini con i maschi che si contendono la femmina ingaggiando lotte, nelle quali utilizzano le corna. Le larve sono della classica forma a "C", si sviluppano sottoterra nutrendosi di radici e materia organica in decomposizione. Il ciclo vitale delle specie del genere Phyllognatus, dura circa due anni.

## Distribuzione e habitat
Il genere Phyllognatus è largamente diffuso in Europa Meridionale, Africa del nord e Asia.

## Tassonomia
Qui sotto sono riportate alcune specie del genere Phyllognathus:
- Phyllognathus excavatus
- Phyllognathus burmeisteri
- Phyllognathus dionysius